# Retro Gamer
Retro Gamer – brytyjskie czasopismo, które było pierwszym komercyjnym czasopismem w całości poświęconym starszym grom komputerowym. W styczniu 2005 roku i w kolejnych miesiącach był kwartalnikiem, jeszcze w tym samym roku stał się miesięcznikiem. W 2005 roku spadek czytelnictwa magazynu komputerowego doprowadziły do bankructwa jej wydawcy – Live Publishing. Prawa do czasopisma zostały zakupione przez Imagine Publishing.